# 梅納德 (麻薩諸塞州)
梅納德（英語：Maynard）是一個位於美國麻薩諸塞州米德爾塞克斯縣的鎮。

## 人口
根據2020年美國人口普查的數據，梅納德的面積為13.90平方千米，當中陸地面積為13.60平方千米，而水域面積為0.30平方千米。當地共有人口10746人，而人口密度為每平方千米773人。